# Colonia Santa Cruz Tecuantitlán
Colonia Santa Cruz Tecuantitlán är en ort i Mexiko, tillhörande kommunen Calimaya i delstaten Mexiko, i den centrala delen av landet. Orten hade 274 invånare vid folkräkningen 2010.